# Trois Mélodies, op. 23 de Fauré
Pour les articles homonymes, voir Trois Mélodies.
Les Trois Mélodies, op. 23, sont un cycle de mélodies françaises du compositeur Gabriel Fauré écrites en 1881.

## Contexte et création

### Les berceaux
La première mélodie, composée en 1879 sur un poème de Sully Prudhomme, est dédiée à « Mademoiselle Alice Boissonnet ». Elle est publiée par Hamelle en 1881. La création a eu lieu à la Société nationale de musique le 9 décembre 1882 par Jane Huré.

### Notre amour
Cette mélodie, composée vers 1879 sur un poème d'Armand Silvestre, est dédiée à « Madame Castillon ». Elle est publiée en 1882 par Hamelle ainsi qu'à Londres par Metzler en 1897.

### Le secret
La troisième et dernière mélodie, composée en 1880-1881 sur un poème d'Armand Silvestre, est dédiée à « Mademoiselle Alice Boissonnet ». Elle est publiée par Hamelle en 1881 ainsi qu'à Londres par Metzler en 1897. La création au eu lieu à la Société nationale de musique en janvier 1883 par André Quirot.

## Structure
Le cycle se compose de trois mélodies :
1. Les berceaux
2. Notre amour
3. Le secret